# 가와카쓰 히로야스
가와카쓰 히로야스(일본어: 川勝 博康, 1975년 9월 19일 ~ )는 일본의 전 축구 선수이다.

## 구단 경력
과거 교토 퍼플 상가에서 활동하였다.